# Carlsberg Ukraine
Carlsberg Ukraine — компанія харчової промисловості України, виробник пива, безалкогольних та алкогольних напоїв. Компанія продовжує вести свій бізнес в Російській Федерації.
Власником компанії Carlsberg Ukraine є Carlsberg. Carlsberg Group є однією з провідних пивоварних груп у світі з великим портфелем брендів пива і інших напоїв. Флагманський бренд — Carlsberg — є однією з найвідоміших пивних брендів у світі, а бренди Baltika, Carlsberg і Tuborg входять до числа шести найбільших брендів у Європі. У Carlsberg Group працюють понад 40 000 осіб, а її продукція продається на більш ніж 150 ринках світу. За підсумками 2020 року Carlsberg Ukraine залишилася лідером в категоріях квасу, сидру і безалкогольних напоїв, а бренд «Львівське» офіційно став № 1 на ринку пива України. Carlsberg Group виступила офіційним спонсором чемпіонату УЄФА — Євро 2012 TM, який пройшов в Польщі і Україні.
До складу Carlsberg Ukraine входять заводи у Запоріжжі, Києві та Львові. У компанії працює близько 1350 осіб. З 2014 року генеральний директор Carlsberg Ukraine — Євген Шевченко (1976 р. н., уродженець м. Нижній Тагіл, Росія). З 1 січня 2022 року посаду генерального директора Carlsberg Ukraine обіймає Хайдакін Олег Ігорович. Дані важливі зміни для компанії сталися якраз напередодні повномасштабного вторгнення Росії в Україну. До виконання обов'язків генерального директора Carlsberg Ukraine, Олег Ігорович мав досить масштабний досвід в продажах. Народився в 1970 році на Луганщині. Закінчив Донецьке вище військове політичне училище та Open University у Великій Британії. Працював у компаніях JTI та Imperial Tobacco Group. З 2015 року займав керівні посади у Carlsberg Group.
За даними Nielsen, за підсумками 2016 року частка компанії Carlsberg Ukraine на ринку пива України  становить 29,9 % у натуральному виразі, на ринку квасу частка компанії становить 44,7 % у натуральному виразі.
За підсумками 2020 року частка ринку Carlsberg Ukraine складає 30,3 % в натуральному вираженні за даними компанії Nielsen.

## Виробничі підприємства
Carlsberg Ukraine має три виробничі підприємства в Україні:
| Броварня                                       | Місто     | Виробнича потужність |
| Запорізький пивоварний завод Carlsberg Ukraine | Запоріжжя | 41 млн дал.          |
| Львівська пивоварня                            | Львів     | 21 млн дал.          |
| Київський пивоварний завод Carlsberg Ukraine   | Київ      | 40 млн дал.          |

## Торгові марки
Компанія випускає пиво для потреб внутрішнього та зовнішніх ринків під низкою торгових марок:

### Українські торгові марки
- Львівське
- Арсенал
- Robert Doms
- Славутич ICE Mix
- Жигулівське запорізького розливу
- Квас Тарас

### Міжнародні торгові марки
- Carlsberg
- Tuborg
- Guinness
- Harp
- Kilkenny
- Warsteiner
- Grimbergen
- Kronenbourg 1664
- S&R's Garage
- Somersby

## Історія компанії
Історія компанії в Україні почалася в 1996 році, коли Група BBH, власниками якої були фінська компанія Hartwall та промислова група Orkla, об'єднала свої зусилля з Відкритим акціонерним товариством «Пиво-безалкогольний комбінат „Славутич“» в м. Запоріжжя, який у свою чергу було створено на основі побудованого в 1974 році Запорізького пивзаводу № 2. У 1996 році на комбінаті «Славутич» було встановлено нове обладнання виробництва передових компаній пивоварної промисловості світу. Компанія в Україні носила назву BBH Україна.
Масштабні інвестиції дозволили BBH Україна збільшити проектну потужність Запорізького заводу більш ніж у два рази і в травні 1998 року почали випускати пиво. У 1998 році починається історія пива ТМ «Славутич»
У серпні 1999 року було підписано договір між BBH Україна і ТОВ «Львівська пивоварня», таким чином Львівська пивоварня увійшла до складу Групи. З початку співпраці у Львівську пивоварню було інвестовано більше 35 млн. доларів США. Завдяки внескам підприємство було модернізовано, на ньому було встановлено новітнє обладнання.
У квітні 2000 року був підписаний договір із компанією PepsiCo Inc, яка надала BBH Україна право на виробництво і реалізацію в Україні безалкогольних напоїв «Pepsi», «Mirinda» і «7UP».

### 2001
У грудні 2001 року за рішенням ради директорів Carlsberg Breweries BBH Україна отримала ліцензію на виробництво пива — Tuborg. У цьому ж році пиво ТМ «Славутич» стало переможцем щорічної загальнонаціональної програми «Людина року» в номінації «Найкраща торгова марка року».

### 2002
У 2002 році компанія Hartwall продала свою частину акцій Групи BBH відомій британській компанії Scottish & Newcastle (S&N). У тому ж році було прийнято рішення про будівництво нового пивоварного заводу в Києві. У вересні, на конкурсі пива і безалкогольних напоїв, який відбувся в рамках «Свята пива — 2002», експерти міжнародного журі відзначили продукцію підприємства Carlsberg Ukraine двома Гран -прі: «За високу якість ліцензійного пива 2002 Tuborg Gold» і "За випуск стабільно якісного світлого пива «Славутич Екстра», а також двома золотими медалями було відзначено «Славутич Льодове» і «Славутич Пиво» за високу якість пива. У листопаді цього року міжнародний фестиваль-конкурс «Вибір року» другий раз поспіль визнав «Славутич» «Пивом № 1 в Україні».

### 2003
9 вересня 2003 року компанія отримала сертифікати міжнародних стандартів ISO 9001-2000 (управління якістю продукції) та ISO 14001-1996 (екологічна безпека підприємства та охорона навколишнього середовища).

### 2004
У березні 2004 року компанія Carlsberg викупила 40 % акцій у Orkla.
У червні відбулося відкриття київського пивзаводу Carlsberg Ukraine.

### 2005
У квітні 2005 Carlsberg Ukraine почала виробництво нового ліцензійного сорту пива ТМ Tuborg — Tuborg Green. У жовтні 2005 року в Україні відкрився перший музей пивоваріння при Львівській пивоварні. Музей розташувався на площі понад 500 м² у будівлі XIX століття. Відвідувачі музею можуть ознайомитися з всесвітньою історією виготовлення пива від давніх часів до наших днів. У музеї представлена ексклюзивна колекція різноманітних експонатів, серед яких — старовинні пивні пляшки з фірмовими марками, антикварні пивні келихи, з різних країн Європи, старовинні бочки для транспортування пива, рекламна продукція, рецептурні книги кінця XIX століття та багато іншого.

### 2006

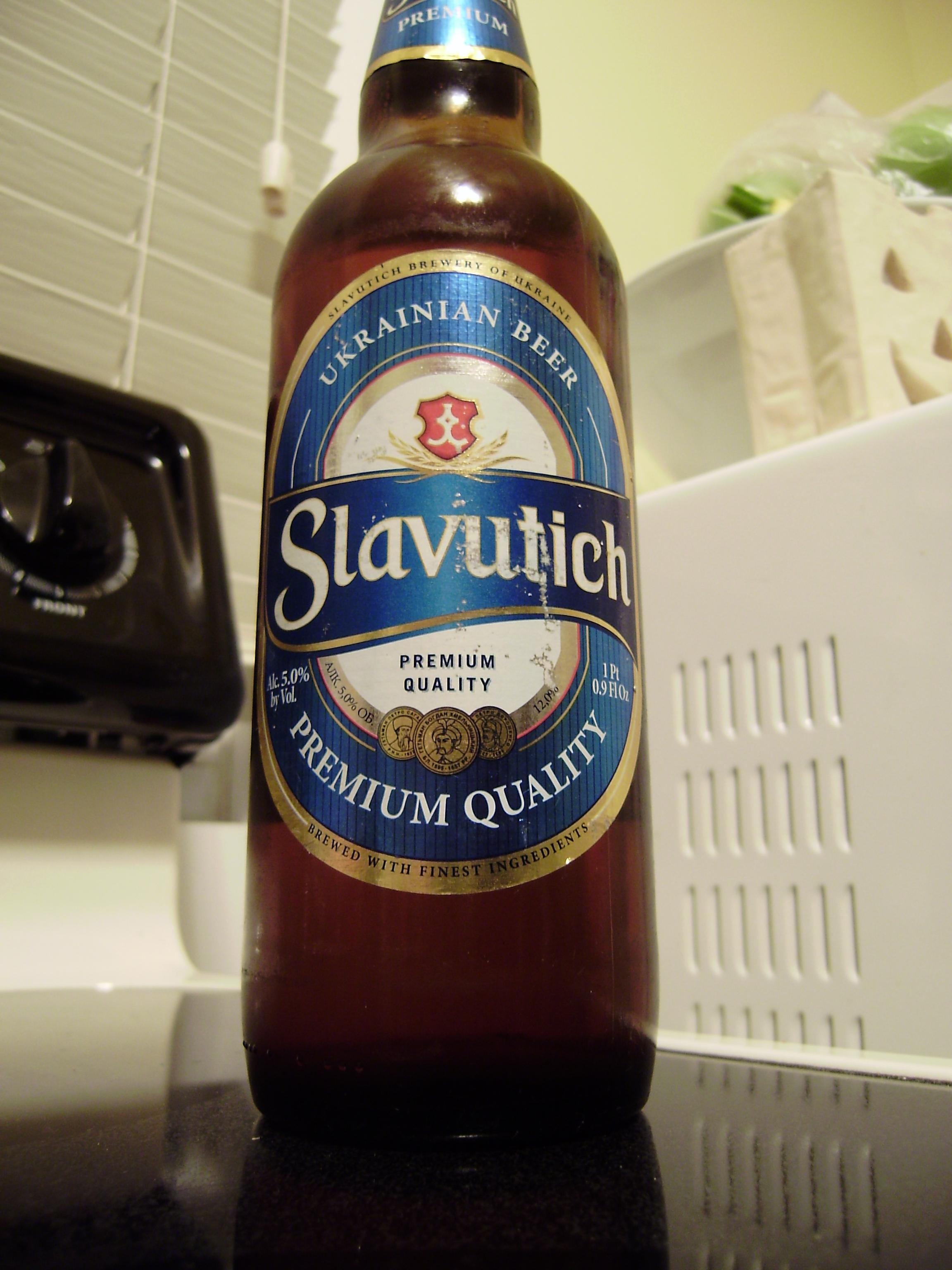
Славутич

У 2006 році на Київському заводі було розпочато виробництво двох ліцензійних брендів: «Baltika № 3», «Baltika № 9», а також Carlsberg. У серпні 2006 року у виробництво була запущена нова ПЕТ-упаковка, яка отримала ім'я «Супер Пак». У нову пляшку розливаються сорти пива «Славутич Світле» (2 л і 1 л) та «Славутич Міцне» (1 л).

### 2007
Головний проект 2007 року — перезапуск основного бренду BBH Україна — «Славутич». Програма перезапуску була розроблена ще в 2006 році, а навесні 2007 розпочався проект із її впровадження. У рамках перезапуску ТМ «Славутич» було змінено зовнішній вигляд упаковки, вдосконалено смакові якості продукту, а також змінено позиціонування. Торгова марка посіла позицію № 4 за об'ємом на українському ринку.
Навесні 2007 року компанія почала виробництво популярного у всьому світі австралійського пива Foster's. У вересні 2007 року BBH Україна розпочала виробництво відомого німецького пива Holsten. За результатами 2007 року частка ринку BBH Україна становить 20,4 %. Tuborg посідає позицію № 1, «Baltika» — позицію № 2 в преміум сегменті.

### 2008
28 квітня 2008 hjre компанія Carlsberg Breweries оголосила про набуття чинності схеми придбання бізнесу компанії Scottish & Newcastle. Carlsberg стає єдиним власником BBH. Компанії, які входили в Холдинг BBH, переходять до Carlsberg Group, у тому числі BBH Україна. Компанія була перейменована в «Славутич», Carlsberg Group. Наприкінці травня на заводі «Славутич», Carlsberg Group в Києві відбувся перший налив «Квасу Тарас». У цьому ж році компанія почала випуск двох нових саббрендів ТМ «Славутич ICE» — «ICE Mix» із зеленим лаймом і «ICE Mix» зі стиглою вишнею. Обидва напої представлені в алюмінієвих банках по 0,5 л, а «ICE Mix» зі смаком лайма також представлений в стильній пляшці.

### 2009
Компанія починає дистрибуцію мексиканського пива Corona в Україні та Молдові. В рамках угоди, підписаної між Grupo Modelo і Carlsberg Group, «Славутич», Carlsberg Group отримує право імпорту, дистрибуції та просування бренду Corona в Україні та Молдові.

### 2010
У березні 2010 року на київському заводі компанії було здійснено перший розлив пива «Baltika № 7 Експортне». Даний сорт пива став четвертим в лінійці бренду «Baltika», виробленого за ліцензією в Україні. Нова торгова марка на ринку України представлена в пляшці 0,5 л. Розлив «Baltika № 7» здійснюється на київському та запорізькому заводах.
У травні 2010 року лінійка «Квасу Тарас» поповнилася новим смаком — яблучним.
Також у травні 2010 року компанія розширила лінійку ТМ «Славутич ICE» новим смаком «Славутич ICE Mix Мохіто».
У квітні 2010 року компанія здійснила перший розлив нового сорту німецького пива Holsten Pilsener. Нова ТМ виробляється за ліцензією Holsten Brauerei AG на Київському заводі.
На початку липня 2010 року в роздрібній торгівлі України з'явився чай ТМ TopTea (ТопТі). Компанія «Славутич», Carlsberg Group, виступила дистрибутором даної продукції. TopTea представлений двома смаками — чорного чаю з лимоном і чорного чаю з персиком.
У липні 2010 р. лінійка першого українського пива «Львівське» поповнилась новим сортом — «Львівське Живе». Це світле непастеризоване пиво міцністю 4,8 %. Особливістю сорту є відсутність процесу пастеризації (термічної обробки) і відповідно короткий термін зберігання продукту — 30 днів за стандартної температури.
У вересні 2010 року було отримано сертифікати на відповідність вимогам міжнародних стандартів ISO 22000:2005.
«Славутич», Carlsberg Group, приєдналася до Глобального договору ООН, тим самим заявивши про свою прихильність 10 принципам у сфері прав людини, трудових відносин, охорони навколишнього середовища і боротьби з корупцією.
У грудні 2010 року компанія починає дистрибуцію пива Negra Modelo мексиканської компанії Grupo Modelo, володіючи правом дистрибуції пива в Україні та Молдові.

### 2011
У червні 2011 року компанія почала випуск нового напою — натурального яблучного сидру Somersby. Somersby є одним із перших напоїв в новій для України категорії натуральних сидрів.
У середині 2011 року компанія почала дистрибуцію ірландських брендів пива: Guinness, Kilkenny і Harp.
У листопаді 2011 року «Славутич», Carlsberg Group, і компанія Warsteiner Group, німецький виробник пива, підписали договір про дистрибуцію в Україні всесвітньо відомих брендів пива Warsteiner Premium Verum та Warsteiner Premium Fresh.
Carlsberg став Офіційним пивом Чемпіонату Європи УЄФА Євро-2012. Спеціально для продажу на стадіонах під час проведення Євро-2012 компанія почала випуск пива Carlsberg безалкогольне.

### 2012
Компанія завершила процес юридичного перейменування в Публічне акціонерне товариство «Карлсберг Україна».
У квітні в торгових точках України з'явився новий пивний коктейль — «Славутич ICE Mix Текіла»
Із серпня 2012 року компанія почала імпорт бельгійського пива Grimbergen.

### 2013
Із середини січня 2013 року в українських магазинах з'являється нове пиво — «Baltika Розливне». Це смак барного пива в скляній пляшці обсягом 0,44 л.
У лютому 2013 року Carlsberg Ukraine відновила виробництво пива — «Жигулівське запорізького розливу». Як і багато років тому, пиво вариться з найкращої вітчизняної сировини за ДЕСТ СРСР 1978 року.
У квітні 2013 року улюблене багатьма пиво Tuborg з'явилося на ринку.
У квітні 2013 року випускається нове пиво «ICE Mix Cuba Libre».
У травні 2013 року почалися продажі нового квасу «Квас Тарас Домашній». Це нефільтрований квас.
У серпні 2013 року Київський завод отримав сертифікат, що підтверджує відповідність системи безпеки продукції вимогам міжнародного стандарту з харчової безпеки FSSC 22000:2011.

### 2014
У першому кварталі 2014 року Запорізький пивоварний завод компанії Carlsberg Ukraine з нагоди свого 40-річного ювілею відновлює випуск «синього» «Славутича».
У березні цього року ТМ «Baltika» представила новий сорт — «Розливне Нефільтроване».
На початку літа ТМ «Львівське» розширила асортимент такими пивами як — «Robert Doms Віденський» і «Robert Doms Богемський».
У липні 2014 року пивоварна компанія Carlsberg Ukraine розпочала виробництво солодких газованих безалкогольних напоїв із різними смаками.
Напередодні зимових свят Tuborg випускає пиво Tuborg Christmas Brew.
Компанія Carlsberg Ukraine розпочала дистрибуцію німецького пива König Ludwig. З жовтня 2014 року в супермаркетах країни з'явилося дві новинки від баварської броварні — König Ludwig Dunkel та König Ludwig Weissbier Hell.
Компанія Carlsberg Ukraine розпочала поставки в Україну темного німецького лагера Warsteiner Dunkel.

### 2015

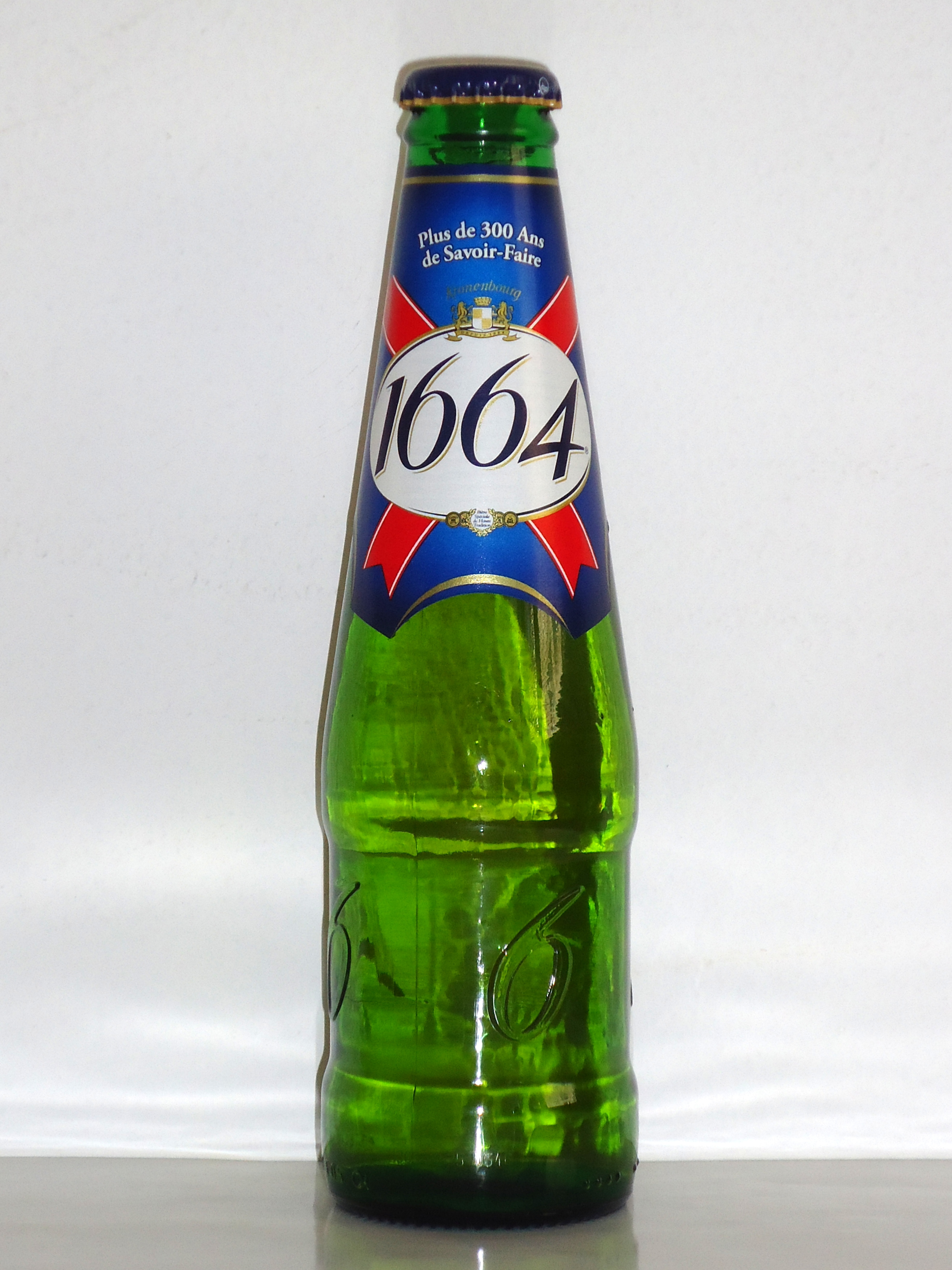
Kronenbourg 1664

У лютому 2015 року напередодні святкування 300-річчя Львівської пивоварні ТМ «Львівське» представила темний сорт «Robert Doms Мюнхенське».
З квітня на полицях українських магазинів з'явився новий сорт пива — «Baltika Розливне М'яке».
У квітні компанія представила ринку «Славутич ICE Mix Scotch Type Cola».
У травні Carlsberg Ukraine розпочала випуск французького марки Kronenbourg 1664. Бренд представлений 2 сортами: Kronenbourg 1664 і Kronenbourg 1664 Blanc.
ТМ «Квас Тарас» представляє новий сорт — «Квас Тарас Білий».
Компанію Carlsberg Ukraine удостоєно 16 нагородами на Міжнародному конкурсі пива.
За підсумками 2014 року пивоварна компанія Carlsberg Ukraine посіла 14-ту позицію в ТОП-100 рейтингу платників податків України і стала лідером серед представників пивоварної галузі.
14 жовтня Carlsberg Ukraine відзначила 300-річчя Львівської пивоварні.

### 2016
У 2016 році Carlsberg Ukraine представила ринку нові продукти: Robert Doms Бельгійський, Somersby з грушевим смаком, «Квас Тарас Білий» (новий для ринку формат упаковки — 0,75 л), Seth&Riley's Garage (напій категорії hard drink), «Квас Тарас Чорний» (квас з ароматом житнього хліба). У холодний сезон у продажу з'явилося сезонне темне пиво «Львівське Різдвяне».
Протягом року компанія стала лауреатом різних нагород та конкурсів. Серед них — бронзова нагорода «Квасу Тараса Білого» у міжнародному фестивалі маркетингових і диджитал-комунікацій WOW DONE AWARDS 2016 (березень). У серпні Carlsberg Ukraine отримала 20 нагород на Міжнародному конкурсі пива, безалкогольних, слабоалкогольних напоїв, мінеральних і питних вод. У вересні пиво Kronenbourg 1664, зварене в Україні, завоювало бронзову медаль престижного міжнародного пивного конкурсу International Beer Challenge 2016 у категорії «Лагерів». Наприкінці року компанію Carlsberg Ukraine названо найефективнішим рекламодавцем року в категорії «Безалкогольні напої».
Carlsberg Ukraine увійшла до списку найбільших платників податків України та очолила список компаній із найстабільнішою репутацією в Україні за версією видання «Бізнес».
У серпні компанія отримала Знак Соціальної Відповідальності — нагороду, що присвоюється компаніям та людям, які підтримують благодійні проекти. З метою зменшити рівень впливу на довкілля, у 2016 році Carlsberg Ukraine повторно використала понад 175 млн скляних пляшок.
У 2016 році Carlsberg Ukraine вийшла на позицію одного з лідерів на українському пивному ринку: частка компанії на ринку пива України склала 29,9 % (за даними Nielsen).

### 2017
Компанія презентує нові напої для українських споживачів: Robert Doms American style Ale, сезонний Somersby із соком чорниці та зі смаком пряної кориці. Традиційно, у зимовий період на полицях магазинів з'явилося «Львівське Різдвяне».
Протягом року Carlsberg Ukraine активно підтримує культурні ініціативи. Так, ТМ «Львівське» стала офіційним спонсором пісенного конкурсу «Євробачення-2017» в Україні. За підтримки компанії, 3 червня у Львові відбулося офіційне відкриття музейно-культурного комплексу пивної історії «Львіварня».
У липні Carlsberg Ukraine приєднується до Together Towards ZERO — нової програми сталого розвитку Carlsberg Group. Таким чином, компанія взяла на себе зобов'язання виключити викиди вуглецю і вдвічі скоротити споживання води на своїх пивоварнях до 2030 року.
Компанія отримала ряд винагород та перемог у конкурсах. Так, Carlsberg Ukraine визнано кращою в номінації «Репутаційна стабільність» всеукраїнського рейтингу якості управління репутацією «Репутаційні АКТИВісти 2017» та ділового журналу «Бізнес». Євген Шевченко, генеральний директор Carlsberg Ukraine, став найкращим CEO в категорії напоїв у рейтингу видання Delo.UA. У серпні Carlsberg Ukraine одержала 21 нагороду на Міжнародному конкурсі пива, безалкогольних, слабоалкогольних напоїв, мінеральних і питних вод. Також вебсайт компанії Carlsberg Ukraine та журнал «Пивовар» стали переможцями конкурсу «Краще корпоративне медіа України-2017», здобувши Гран Прі та 3-тє місце у відповідних категоріях.
Восени компанія приєдналася до Всеукраїнської мережі доброчесності та комплаєнсу (UNIC) і стала членом Спілки Українських Підприємців (СУП).
Наприкінці жовтня 2017 року, компанія Carlsberg Ukraine змінила тип акціонерного товариства з публічного (ПАТ) на приватне (ПрАТ).
У 2017 році компанія продовжує утримувати позицію лідера українського ринку пива.

### 2018
У 2018 році на ХХІ Міжнародному конкурсі від галузевої асоціації «Укрпиво» «Львівське 1715» отримало Гран-прі у номінації «За найвищу якість світлого пива», крім цього компанія Carlsberg Ukraine отримала 20 інших нагород.

### 2019
Carlsberg Ukraine вперше в історії стала офіційним лідером ринку пива в Україні. За підсумками 2018 року компанія Carlsberg Ukraine офіційно зайняла перше місце на ринку пива в Україні з часткою ринку 32,5 % в натуральному вираженні за даними компанії Nielsen, що на 1,3 п. п. вище за попередній період.
«Львівське» отримав золоту нагороду на Effie Awards у категорії «Спонсорство».

### 2020
У 2020 році Carlsberg Ukraine отримала 22 нагороди XXIII Міжнародному конкурсі пива, безалкогольних, слабоалкогольних і зброджених напоїв, мінеральних та пивних вод, солоду пивоварного. Carlsberg Ukraine здобула 7 нагород Гран-прі, 12 золотих, 2 срібних медалі та 1 почесний кубок.

### 2021
«Львівське» вперше в історії офіційно став № 1 серед пивних брендів в Україні із часткою ринку 14,6 % за підсумками 2020 року.
Із січня 2021 року бренд «Львівське» став новим Національним спонсором збірної України з футболу. Відповідна угода про співпрацю протягом наступних 4 років була підписана з Українською асоціацією футболу.